# Yarela Gómez
Yarela Nicohl Gómez Sánchez (Coyhaique, 8 de junio de 1990) es una profesora, activista medioambiental y política chilena. Además, es fundadora y coordinadora de la Red Austral Pedagógica Feminista. Fue integrante de la Convención Constitucional de Chile, representando a la Región de Aysén, desde julio de 2021 hasta el mismo mes de 2022. El 19 de abril de 2022 asumió como una de las vicepresidentas adjuntas de la Convención Constitucional, luego de la renuncia de Amaya Alvez de su cargo.

## Infancia y estudios
Yarela nació en el año 1990 en Coyhaique, donde viviría en la población Los Ciervos hasta su adultez. Debido a que madre era dirigente en la junta de vecinos, comenzó a participar política y socialmente desde pequeña, integrándose desde los 14 años activamente. Estudio toda su educación básica y media en la ex Escuela N°35 (Actual República Argentina) de Coyhaique, donde se destacó como dirigente estudiantil durante la revolución pingüina.
Una vez terminada su educación media, se mudó a Valdivia donde estudió pedagogía en Lenguaje en Lenguaje y Comunicación en la Universidad Austral, titulándose en el año 2014. Durante su período universitario participó de diferentes voluntariados de organizaciones como Techo para Chile. El año 2018 funda, coordina y ejerce como docente de Lenguaje y Comunicación en la Escuela de Nivelación de estudios Amanda Labarca, iniciativa que nace al alero del Movimiento Autonomista Aysén, donde ocupaba el cargo de encargada orgánica. 
En el año 2019, participó de la fundación de Convergencia Social, partido formado de la unión de cuatro agrupaciones (Izquierda Libertaria, Nueva Democracia, Movimiento Autonomista y SOL). Además, Yarela se ha destacado por participar de diferentes espacios tales como la Red Austral Pedagógica Feminista, Movimiento de Defensa por el acceso al Agua, la Tierra y la Protección del Medioambiente (Modatima) y el Movimiento Aysén Constituyente (conformada por Flores Nativas de la Patagonia, Red Docente Feminista, Agrupación Social y Cultural La Semilla, Coordinadora No Más AFP, Agrupación Palmas y Cañas de Coyhaique, Club Deportivo Unión Marchant, Comité de Vivienda La Nueva Esperanza, Colegio de Sociólogos y Sociólogas e independientes, Revolución Democrática, Partido y Juventud Comunista de Aysén, Convergencia Social e Izquierda Libertaria)

## Convencional constituyente
Luego del plebiscito de octubre de 2020, la articulación de organizaciones sociales y políticas llamada Movimiento Aysén Constituyente realizó una consulta ciudadana para determinar sus candidaturas constituyentes. Esta se realizó entre el 7 y el 9 de enero de 2021, siendo ganadora Yarela con 517 votos, representando el 41,9% de las preferencias.
Debido a que su partido, Convergencia Social, no se encontraba legalizado en su región, compitió en las elecciones del 15 y 16 de mayo por el distrito 27 en la lista de Apruebo Dignidad, en cupo independiente de Revolución Democrática, obteniendo un 6,9% de los votos, convirtiéndose en convencional constituyente. Dentro de la convención, se destacó por su participación en la comisión de Reglamento y la subcomisión de Vínculo con otras comisiones, además de promover sus líneas temáticas de campaña tales como el feminismo, medioambiente, descentralización y participación popular. Relacionado con lo último, organizó cabildos comunales en su región luego de iniciada la Convención, además de crear una miniserie en YouTube llamada «Yare-Yarela», donde a través de una marioneta recorría el distrito invitando e informando a la población a participar del proceso constituyente.

## Historial electoral

### Elecciones de convencionales constituyentes de 2021
- Elecciones de convencionales constituyentes de 2021, para convencional constituyente por el Distrito 27 (Aysén, Chile Chico, Cisnes, Cochrane, Coyhaique, Guaitecas, Lago Verde, O'Higgins, Río Ibáñez y Tortel)[7]

| Candidato                   | Pacto                      | Partido | Votos | %     | Resultados                 |
| --------------------------- | -------------------------- | ------- | ----- | ----- | -------------------------- |
| Tomás Laibe Sáez            | Lista del Apruebo          | PS      | 4.291 | 13.11 | Convencional Constituyente |
| Geoconda Navarrete Arratia  | Vamos por Chile            | EVO     | 3.404 | 10,40 | Convencional Constituyente |
| Viviana Betancourt Gallegos | Lista del Apruebo          | PS      | 2.462 | 7,52  |                            |
| Marcos Vargas Aceituno      | Vamos por Chile            | RN      | 2.284 | 6,98  |                            |
| Yarela Gómez Sánchez        | Apruebo Dignidad           | ILYQ    | 2.259 | 6,90  | Convencional Constituyente |
| Paulina Ruz Delfín          | Lista del Apruebo          | PPD     | 1.829 | 5,59  |                            |
| Patricio Segura Ortiz       | A Pulso, Por el Buen Vivir | ILXC    | 1.812 | 5,54  |                            |